# Diocèse de Santiago de María
Le diocèse de Santiago de María (en latin : Dioecesis Sancti Iacobi de Maria ; en espagnol : Diócesis de Santiago de María) est un diocèse de l'Église catholique du Salvador, suffragant de l'archidiocèse de San Salvador.

## Territoire
Il comprend le département d'Usulután et les communes de Chapeltique, Ciudad Barrios, Lolotique et Sesori du département de San Miguel, l'autre partie de ce département est géré par le diocèse de San Miguel. Son territoire a une superficie de 2 866 km2 divisé en 42 paroisses. L'évêché est dans la ville de Santiago de María où se trouve la cathédrale saint Jacques.

## Histoire
Le diocèse est érigé le 2 décembre 1954 par la constitution apostolique Eius vestigia du pape Pie XII en prenant une portion du territoire du diocèse de San Miguel.

## Évêques
- Francisco José Castro y Ramírez (1956-1974)
- Oscar Arnulfo Romero y Galdamez (1974-1977) nommé archevêque de San Salvador
- Arturo Rivera y Damas, S.D.B (1977-1983) nommé archevêque de San Salvador
- Rodrigo Orlando Cabrera Cuéllar (de) (1983-2016)
- William Ernesto Iraheta Rivera (de) (4 janvier 2016)